# Blanche de Navarre (1331-1398)
Pour les articles homonymes, voir Blanche de Navarre.
Blanche de Navarre, ou Blanche d'Évreux, née vers 1331 et morte le 5 octobre 1398 à Neaufles-Saint-Martin, est reine de France du 29 janvier au 22 août 1350 en tant qu'épouse de Philippe VI de Valois. Fille de Philippe III et de Jeanne II de Navarre, elle est censée épouser en 1350 le futur Jean II le Bon, dont l'épouse vient de mourir de la peste noire, mais épouse finalement le père de celui-ci, Philippe VI de Valois, subjugué par sa beauté. Quelques mois seulement après leurs noces, Philippe VI meurt prématurément et Blanche se retrouve veuve.
Accouchant en 1351 d'une fille posthume, Blanche de Navarre refuse de se remarier avec Pierre Ier de Castille et se retire dans l'important douaire que lui a accordé son défunt époux. Malgré son veuvage, elle joue un rôle essentiel en 1354 en essayant de réconcilier son frère Charles II de Navarre avec le roi Jean II le Bon et en organisant en 1389 le couronnement d'Isabeau de Bavière, l'épouse de Charles VI. Celle que ses contemporains surnomment « Belle Sagesse » meurt en 1398 dans sa résidence principale de Neaufles-Saint-Martin.

## Biographie
Née vers 1331, Blanche de Navarre est la troisième fille de Philippe III et de Jeanne II de Navarre. Comme ses frères et sœurs, elle est utilisée très tôt dans les politiques d'alliances matrimoniales entreprises par ses parents. Ainsi, elle est fiancée le 19 août 1335 à André, le fils unique du dauphin Humbert II de Viennois, mais le projet est abandonné après la mort prématurée du jeune garçon deux mois plus tard. Puis, le 15 mars 1340, est signé un contrat de mariage entre Blanche et Louis de Male, le fils et héritier de Louis Ier de Flandre, qui prévoit le versement d'une dot de 50 000 livres pour l'infante de Navarre. Une nouvelle fois, cependant, le projet est rendu caduc le 6 juin 1347 par le mariage de Louis de Male avec Marguerite, la fille de Jean III de Brabant. Enfin, le 1er juillet 1345, est dressé un contrat de mariage entre Blanche et Pierre, le fils et héritier d'Alphonse XI de Castille, qui est pourtant presque aussitôt abandonné par la cour castillane en faveur d'une alliance avec Jeanne, une fille d'Édouard III d'Angleterre.
Le 29 janvier 1350, Blanche de Navarre épouse à Brie-Comte-Robert le roi de France Philippe VI de Valois, qui a perdu le mois précédent sa première épouse, Jeanne de Bourgogne. Initialement destinée à son fils Jean, duc de Normandie, Blanche subjugue le souverain, de quarante ans son aîné, et passe alors pour la plus belle princesse de son temps, ce qui explique son surnom de « Belle Sagesse ». En raison de l'épidémie de peste noire qui se propage dans tout le royaume, la jeune reine de France n'est pas couronnée après la cérémonie de mariage. L'union de Blanche de Navarre avec Philippe VI de Valois ne dure que six mois, puisque ce dernier meurt le 22 août 1350, à l'âge de 57 ans. Enceinte de son défunt époux, Blanche donne naissance neuf mois plus tard, au cours du mois de mai 1351, à une fille, prénommée Jeanne. Entre-temps, celui qu'elle devait épouser est devenu roi de France et s'est fait couronner le 26 septembre 1350 en la cathédrale Notre-Dame de Reims sous le nom de Jean II le Bon.
Dès l'annonce de la mort de Philippe VI de Valois, le pape Clément VI envisage le remariage de Blanche de Navarre avec son ancien fiancé, Pierre Ier de Castille, afin de renforcer les liens entre les royaumes de Castille et de France. Après en avoir discuté avec Gil Álvarez Carrillo de Albornoz, archevêque de Tolède, et Pedro, archevêque de Saint-Jacques-de-Compostelle, le souverain pontife écrit à ce sujet le 5 octobre 1350 au frère de Blanche, Charles II de Navarre, qui avait encouragé ses noces avec Philippe VI quelques mois auparavant. Le projet matrimonial est temporairement mis en sommeil en raison de la grossesse de Blanche, mais le pape insiste après son accouchement. La jeune reine douairière refuse cependant d'envisager de secondes noces et aurait même déclaré : « Les reines de France ne se remarient point. » Tenace, Clément VI écrit en mars 1352 à Jeanne d'Évreux, la tante paternelle de Blanche de Navarre, afin de la faire fléchir, mais la veuve de Philippe VI rejette définitivement la proposition papale.

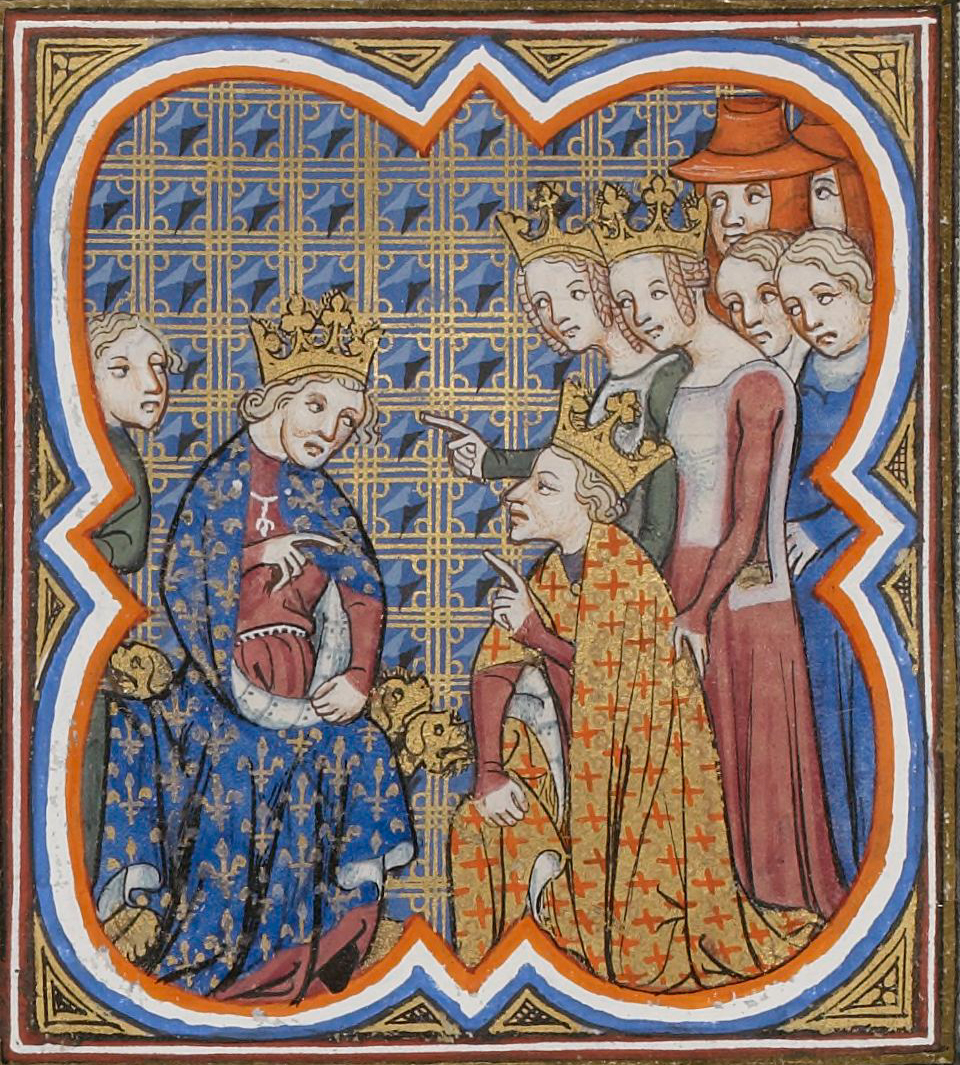
En 1354, Blanche de Navarre et sa tante Jeanne d'Évreux obtiennent que Jean II le Bon pardonne à Charles II de Navarre. Miniature tirée des Grandes Chroniques de France, vers 1375-1380.

Une fois veuve, Blanche de Navarre se retire dans la résidence de Neaufles, située près de Gisors et que son époux lui a accordée à titre de douaire. Elle assure également l'éducation de sa fille Jeanne, fiancée le 16 juillet 1370 au futur Jean Ier d'Aragon mais qui meurt le 16 septembre 1371 alors qu'elle se rend à Perpignan pour la célébration de ses noces. La retraite de la reine douairière ne l'empêche pas de retourner momentanément à la cour de Jean II le Bon, qu'elle essaie de rapprocher de son frère Charles II de Navarre. Ainsi, après l'assassinat de Charles de la Cerda le 8 janvier 1354, elle persuade le roi de France de signer avec le roi de Navarre le traité de Mantes le 22 février de la même année,. En avril 1364, alors que la lutte entre Charles V le Sage, le fils et successeur de Jean II le Bon, et Charles II de Navarre est à son paroxysme, le premier marche sur Vernon, où Blanche est retranchée, et négocie sa neutralité dans le conflit qui l'oppose aux Navarrais, qui s'achève par sa victoire à Cocherel le 16 mai suivant.
La présence de Blanche de Navarre à la cour est plus importante sous le règne de Charles VI. Ainsi, le 2 octobre 1380, elle assiste au Palais de la Cité à la proclamation de la fin de la régence du jeune roi et, le 18 juillet 1385, elle accueille à Creil sa nouvelle épouse Isabeau de Bavière, à laquelle elle enseigne les traditions de la cour en l'absence de Charles VI, parti en campagne militaire contre la ville flamande de Gand. Enfin, le 22 août 1389, elle organise la Joyeuse Entrée d'Isabeau de Bavière à Paris, qui précède son couronnement qui doit avoir lieu le lendemain. Pendant la cérémonie du couronnement en la cathédrale Notre-Dame de Paris, la reine douairière prête compagnie à Charles VI avec sa cousine Blanche de France, fille de Jeanne d'Évreux. Définitivement retirée au château de Neaufles à la suite de cette cérémonie, Blanche de Navarre y meurt le 5 octobre 1398 et est inhumée en la nécropole royale de la basilique de Saint-Denis. Son tombeau à Saint-Denis est profané le 17 octobre 1793 par les révolutionnaires.

## Postérité artistique
Blanche de Navarre est un personnage mineur de la série historique Les Rois maudits de Maurice Druon. Elle apparaît dans le septième et dernier tome, intitulé Quand un roi perd la France.

### Généralités
- Françoise Autrand, Charles VI : la folie du roi, Paris, Fayard, 1986, 647 p. (ISBN 978-2-213-01703-7, présentation en ligne).
- Raymond Cazelles, La Société politique et la crise de la royauté sous Philippe de Valois, Paris, D'Argences, coll. « Bibliothèque elzévirienne. Nouvelle série. Études et documents », 1958.
- Georges Daumet, Étude sur l'alliance de la France et de la Castille au XIVe et au XVe siècles, Paris, E. Bouillon, 1898 (lire en ligne).
- Marie-Laure Surget, « Mariage et pouvoir : réflexion sur le rôle de l'alliance dans les relations entre les Évreux-Navarre et les Valois au XIVe siècle (1325-1376) », Annales de Normandie, vol. 58, nos 1–2,‎ 2008, p. 25–56 (DOI 10.3406/annor.2008.6192, lire en ligne).
- Marie-Laure Surget, « La fratrie, un ménage de remplacement ? Les solidarités familiales privées chez les Enfants de Navarre dans la France du XIVe siècle », Revue historique de droit français et étranger, vol. 88, no 4,‎ octobre-décembre 2010, p. 499–522 (JSTOR 43852592).

### Études biographiques
- Catherine Bearne, Lives and times of the early Valois queens : Jeanne de Bourgogne, Blanche de Navarre, Jeanne d'Auvergne et de Boulogne, New York, 1898 (lire en ligne).
- Jean-Marc Cazilhac, Jeanne d'Évreux, Blanche de Navarre : Deux reines de France, deux douairières durant la Guerre de Cent ans, Paris, Éditions L'Harmattan, 2011, 177 p. (ISBN 978-2-296-13190-3, 9782296447677 et 9782336273167, présentation en ligne).
- André Lesort, « La reine Blanche dans le Vexin et le Pays de Bray (1359-1398) », Mémoires de la Société historique et archéologique de l'arrondissement de Pontoise et du Vexin, vol. 54,‎ 1948, p. 35–67.
- André Lesort, « La reine Blanche dans le Vexin et le Pays de Bray (1359-1398) », Mémoires de la Société historique et archéologique de l'arrondissement de Pontoise et du Vexin, vol. 55,‎ 1954, p. 9–88.
- Guillaume Mollat, « Clément VI et Blanche de Navarre, reine de France », Mélanges d'archéologie et d'histoire, vol. 71, no 1,‎ 1959, p. 377–80 (DOI 10.3406/mefr.1959.7456, lire en ligne).
- (es) María Narbona Cárceles, « La "Discreción hermosa" : Blanca de Navarra, reina de Francia (1331?-1398). Una dama al servicio de su linaje », dans Martin Aurell (dir.), La Dama en la corte bajomedieval, 2001 (ISBN 84-313-1878-3, lire en ligne), p. 77–118.

### Testament, mécénat et culture matérielle
- (en) Christene d’Anca, « The Currency of Queens. Reading Blanche de Navarre’s Testament as Funerary Art », dans Christene d’Anca, Medieval Mausoleums, Monuments, and Manuscripts: French Royal Women’s Patronage from the Twelfth to the Fourteenth Centuries, Turnhout, Brepols, coll. « Women in the Arts » (no 2), 2024 (ISBN 978-2-503-60696-5, DOI https://doi.org/10.1484/M.WIA-EB.5.137645), p. 147-170.
- Brigitte Buettner, « Le système des objets dans le testament de Blanche de Navarre », Clio : Femmes, Genre, Histoire, vol. 19 « Femmes et images »,‎ 2004 (ISSN 1777-5299, DOI 10.4000/clio.644, lire en ligne).
- Léopold Delisle, Testament de Blanche de Navarre, reine de France, Paris, 1885, 64 p. (lire en ligne). Première publication : Léopold Delisle, « Testament de Blanche de Navarre, reine de France », Mémoires de l'Histoire de Paris et de l'Île-de-France, vol. 12,‎ 1885, p. 1–64.
- Alain Erlande-Brandenburg, « Les Tombes royales et princières françaises aux XIVe et XVe siècles », dans Jean Guillaume (dir.), Demeures d'éternité, églises et chapelles funéraires aux XVe et XVIe siècles : Actes du colloque tenu à Tours du 11 au 14 juin 1996, Paris, Picard, 2005 (présentation en ligne), p. 9–18. À propos de la fondation par Blanche de Navarre d'une chapelle funéraire dans l'abbatiale de Saint-Denis.
- (en) Marguerite Keane, « Most Beautiful and Next Best: Value in the Collection of a Medieval Queen », Journal of Medieval History, vol. 34, no 4,‎ 2008, p. 360–73 (ISSN 0304-4181 et 1873-1279, DOI 10.1016/j.jmedhist.2008.09.007, lire en ligne).
- (en) Marguerite Keane, Material Culture and Queenship in 14th-century France : The Testament of Blanche of Navarre (1331-1398), Leiden, Brill, 2016, 274 p. (ISBN 978-90-04-24836-6 et 9789004318830, DOI 10.1163/9789004318830, présentation en ligne).
- Eugène Sauvage, Le testament de Blanche de Navarre, reine de France, et le diocèse de Rouen, Rouen, Impr. de Mégard, 1885, 8 p. (lire en ligne).